# Sale Tru
Aleksandar Lazić (Beograd, 31. decembar 1988), poznatiji pod umetničkim imenom Sale Tru, srpski je reper i tekstopisac.

## Biografija
Aleksandar Lazić rođen je 31. decembra 1988. godine. Muzikom se bavi od ranog detinjstva, pa je već krajem osnovne škole počeo da piše pesme. Njegove pesme, uglavnom imaju sličnu tematiku, odnosno govore o događajima iz njegovog života i načinu na koji ih on doživljava. Takođe, inspiraciju pronalazi u svom okruženju, ali i u radu nekih stranih repera kao što su prvenstveno 2Pac, a zatim i Džon Lenon i Erik Klepton.
Prvobitno, Aleksandar je bio član grupe S3T sa producentom Zelenim koja se raspustila na neko vreme zbog loše opreme i produkcije. Posle nekoliko godina, grupa se ponovo okuplja i nastaje pesma "U kraju". Ta pesma, bila je veoma prihvaćena od strane publike i započela je novu eru g-funka. Ubrzo, Saletu i Zelenom pridružuju se Zuba i Anke koji prave bitove za pesme Tralalala, Znam, Anđeli i demoni i druge. U svom novom sastavu grupa nastoji da vrati g-funk, u čemu i uspeva. Godine 2016. Sale Tru izbacuje album "NBG Funk Era", a on sadrži 10 pesama: Intro, Ljubav, Život i smrt II, Naše ubistvo, Sve je dobro kad je loše(ft. Kurtoazija), Ja sam samo moja pesma (ft. Ivana Zečević), Da li znaš, Moja noćna ispiracija (ft. Ivana Zečević)", Anđeo i demon (ft. Ivana Zečević) i Outro. Muziku za album radili su Zuba i DMG, a miks i master albuma Jan Zoo. U toku svoje karijere sarađivao i sa drugim grupama i izvođačima kao što su Marlon Brutal, Ivana Zečević THCF i drugi.
U trenutku kada je doživeo vrhunac svoje karijere, odlučuje da se povuče. Iako se već nekoliko godina ne bavi muzikom aktivno, njegove stare pesme se i dalje slušaju i imaju veliki broj pregleda na Jutjubu i ostalim platformama.

## Diskografija

### Albumi
- NBG Funk Era (2016)

### [5]
- (Ne) Laži me
- Anđeli i demoni
- Anđeli i demoni II
- Bebo (Vrati mi ljubav Funky Flame)
- Bol (ft. Škabo)
- Istina
- It's all good, bejbe, bejbe
- Jupiii
- Ludilo
- Moj Beograd (ft. THCF)
- Moj svet
- Ovo, ono
- Petak
- Smrt i život
- Tra la, la, la
- U bloku (ft. Marlon Brutal)
- U kraju